# Fritz Hommel
Fritz Hommel (født 31. juli 1854 i Ansbach, død 17. april 1936 i München) var en tysk orientalist.
Hommel studerede østerlandske sprog, særlig de sydsemitiske sprog og assyrisk, i Leipzig og andre steder, blev først privatdocent, fra 1885 ekstraordinær og 1892 ordentlig professor ved Universitetet i München i semitiske sprog. 
Af Hommels talrige skrifter og afhandlinger skal nævnes: Die semitischen Sprachen und Völker (1883), Geschichte Babyloniens und Assyriens (1885), Abriss der Geschichte des alten Orients (1887). 
Hommel har i flere skrifter søgt at godtgøre, at den ægyptiske kultur og skrift oprindelig stammer fra Babylonien (se hans Der Babylonische Ursprung der ägyptischen Kultur, 1892). 
Han optrådte også imod den senere bibelkritik. I det store Dictionary of the Bible skrev Hommel artiklerne Assyria og Babylonia.